# 陈发仁
陈发仁（1943年—），男，安徽合肥人，笔名郑天，中共党员，中华人民共和国政治人物、国家一级演员。

## 生平
1967年毕业于安徽师范大学艺术系。毕业后在蚌埠市任教，1969年任合肥歌舞团演员，1983年后历任合肥市文化局长，安徽省文化厅副厅长、厅长，1996年任安徽省委宣传部副部长。2002年加入中国作家协会。曾任安徽省文联第三届委员会副主席、第四届委员会主席。2005年，因严重违纪被免去政协第九届安徽省委员会常务委员职务并撤销其委员资格。

## 作品
著有散文、小说、诗歌作品集《歌外歌》、《歌外戏》、《歌外之旅》、《歌外随想》、《心灵的瀑布》、《陈发仁散文集》、《那三棵树》、《陈发仁绘画·海外速写集》等八部。演唱的独唱歌曲《走进西部》曾获中宣部“五个一”工程奖。